# PC-704함 57용사
PC-704 지리산함(智異山艦) 57용사는 6·25전쟁이 발발하기 직전에 대한민국 해군이 국민 성금으로 도입한 최초의 전투함 4척 중 하나인 지리산함의 함장과 승무원들이며, 지리산함은 1950년 7월에 배치된 직후부터 전선에 투입되었다. 열악한 함모환경과 장비에도 불구하고 지리산함 승조원들은 1950년 8월 16일 덕적도·영흥도 탈환 작전에서 함포 지원사격 및 상륙작전을 수행해 30여 명의 적군을 사살 및 생포하고 2개의 섬을 수복하는 등 유엔군의 해양통제권 유지에 크게 기여했다. 또한 인천상륙작전, 동해경비작전, 원산전진기치 개척작전 등 수많은 작전을 수행하였고 동해경비작전을 강행하던 중 12월 26일 새벽 적의 기뢰에 접촉되어 함정 침몰과 함께 이태영 함장 등 승조원 57명 모두가 장렬히 전사하였다. 이때 당시 승조원들은 전우가 더 깊은 바다로 들어가 홀로 남지 않도록 서로의 몸을 밧줄로 묶는 등 마지막까지 진한 전우애를 발휘했다. 이에 국가보훈처는 1950년 7월 전선에 투입된 이후 동.서해안 최전방에서 인천상륙작전 및 수많은 작전을 수행하던 중 원산해역에서 적의 기뢰접촉으로 장렬히 모두 전사한 지리산함 57용사를 8월의 6.25전쟁영웅으로 선정하였다.

## 개요
PC-704 지리산함 57용사는 “동해경비작전(작전명:28작전)에 임하라!”라는 해군본부 작전명령 제430호에 따라 1951년 12월 24일 10시 부산을 출항하여 25일 원산해역에서 삼각산함(PC-703함)과 교대하고 해상경비작전에 투입되었다.

### 동해경비작전(작전명:28작전)[5]
당시 원산해역은 갈마반도, 호도반도 등 육지에 북한 해안포가 설치되어 있었고, 여도 등 도서지역은 아군이 정보수집 전초기지로 확보하고 있던 군사적 요충지로 매우 위험한 곳이었다.  북한군이 원산 성남리 동북방에 기뢰· 지뢰 등을 은폐하여 야간에 적이 트럭을 이용하여 원산항 부근으로 기뢰와 지뢰를 운반하고 있다는 정보에 따라 거센 파도에도 불구하고 적의 기뢰부설 저지를 위해 야간경비작전을 진행했다.
유엔함정은 원산 근해의 호도반도에서 적이 박격포와 야포로 공 격을 해 오면 안전해역으로 이동했지만, 704함은 회피기동을 하면서 적 진지에 포격을 가하곤 했다 폭설과 풍파가 심했던 1951년 12월 26일도 704함은 악조건을 무릅 쓰고 원산항 해안에 접근해 적 해안포대에 함포를 퍼부었다.
지리산함 57용사는 거센 파도에도 불구하고 적의 기뢰부설 저지를 위해 야간경비작전을 강행하던 중 12월 26일 새벽 적의 기뢰에 접촉되어 함정 침몰과 함께 이태영 함장 등 승조원 57명 모두가 장렬히 전사했다.

### 당시 현장 증언[6]
연락장교였던 해군사관학교 3기생 최영섭은 PC-704함 사건에 대해 다음과 같이 증언했다. ”나는 701함에서 내리고 1951년 12월 1일부터 미함의 연락장교로 파견되었다. "DDRowan"이라는 배에서 임무를 수행했다. "DDRowan"은 원산에서 입수한 적의 작전 지도를 원산지역 사령관으로부터 입수했는데,이 지도는 즉시 순양함으로 가져갔다. 이 시기에 우리 704함이 기뢰에 맞아 침몰되는 상황이 벌어졌다. 704함이 갑자기 없어졌다고 해서 미함대에서는 나보고 통신기로 호출하라 했다. 날이 새자 여도에 주둔하고 있던 우리 해병대가 시체가 해안으로 다가오고 있다는 보고를 입수했다. 미군하고 나하고 보트를 타고 여도로 들어갔다. 해안에 가니까 기류,로프,옷 등이 떠다니고 있었다. 그리고 해안가에 시체가 있었는데, 얼어서 다 죽어 있었다. 내가 가장 먼저 704승조원 시체를 본 셈이다. 내가 704함을 탔기 때문에 부유물을 보니까 PC가 침몰되었다는 것이 틀림없었다. 그 당시 인사국장 김일병과 정보국장 함명수가 여도까지 왔다. 미구축함 DD-658연락장교였던 해사 4기생 서동연은 PC-704함 사건에 대해 다음과 같이 증언했다.

”나는 1951년 12월 26일 704함이 원산 근해에서 기뢰에 폭발되어 침몰되었을 때 동해에서 작전 중인 미구축함 DD-658함에서 연락장교로 타고 있었다.침몰한 그날 아침 일찍 구축함 부장이 나를 불렀다. 한국의 704함이 미씽(missing)되었다는 것이다. 그래서 나하고 부장은 보트를 타고 미해군의 OilTanker로 갔다. 통신기로 704함을 호출하라는 것이다. 계속 불렀지만,대답이 없었다.미군 배에서도 26일 새벽 경 큰 폭발음을 들었다고 했다.“

Pc-704 지리산함 출항사진

### 사고 후 해군에게 미친 영향[7]
704함 침몰사건 직후 해군총참모장 손원일 제독은 한동안 말을 잃었다. 704함은 그가 직접 미국으로 가서 구입한 배였을 뿐 아니라
인수해 올 때에도 왼쪽 엔진 고장으로 속을 썩였던 배라서 남다른 애착을 가지고 있었다. 레이더와 소나만 있었더라면 기뢰를 탐지할 수 있었지만 이 장비들이 미국의 군원품목이 아니어서 설치하지 못했던 것이 손원일 제독의 가슴을 더욱 아프게 했다.
며칠 후 해군총참모장 손원일 제독은 참모들과 대책회의를 거쳐 다음과 같은 작전지침을 내렸다.
⦁ 각 함정은 단독작전을 하지 말고 반드시 2척 이상 작전할 것.
⦁ PC함은 소해함정과 같이 행동하며 소해된 해역에서만 작전을 수행할 것.
⦁ 두 함정은 서로 가시거리 내에서 행동하며 UHF무선전화로 상호연락을 유지할 것.
⦁ 해군본부와의 무선연락은 암호로 하고 PC함이 주로 담당할 것
704함 사고 이후 한국해군은 함 번호에 ‘4’자를 사용하지 않았다. 손원일 제독은 동해 영흥만도서 확보 작전시 기뢰 문제에 대하여 다음과 같이 증언했다. “당시 한국함대사령부가 발족되기 이전이었기 때문에 나는 작전국장 이용운과 함정의 행동계획을 일일이 작성해서 하달했다. 이에 따라 확보된 도서를 중심으로 연일 경비작전을 수행하면서도 부설된 기뢰 때문에 항시 긴장감을 늦출 수가 없었다.”

### 추모와 추도
국가보훈처는 열악한 함모환경과 장비에도 불구하고 1950년 7월 전선에 투입된 이후 동.서해안 최전방에서 인천상륙작전, 동해경비작전, 원산전진기치 개척작전 등 수많은 작전을 수행하던 중 원산해역에서 적의 기뢰접촉으로 장렬히 모두 전사한 지리산함 57용사를 8월의 6.25전쟁영웅으로 선정하였습니다. 또한 해군 제1함대사령부는 57용사의 숭고한 희생과 넋을 기리는 추모 행사를 매년 12월 26일 지리산함 전사자 충혼탑(강원도 강릉시 통일공원 소재)에서 개최하고 있다.

### 사망자 및 실종자, 생존자 명단

#### 사망자명단:
- 중령: 이태영, 권순달
- 소령: 김하근
- 중위: 안우섭, 박찬익
- 준위: 천세봉
- 상사: 하윤만, 백명흠, 최수한, 고재돈, 정상관, 이봉조, 임승두
- 중사: 강남주, 김인제, 윤종수, 백윤봉, 안복석
- 하사: 박호경, 이태읍, 최준우, 임선웅, 김찬석, 이몽길, 이상조, 신조근, 조영구, 정학상, 오경두, 정태용, 정승면, 이판동, 김성안, 김석준, 김경태, 박근수, 이의수, 김태훈, 김서용, 김영대, 김경옥, 손봉수, 이창용, 이영두, 김정태
- 상병: 이봉춘, 이귀익, 전기석, 정휘두, 민상기, 박인식, 김옥근, 김희곤, 노동우, 최삼천
- 일병: 이영복

#### 실종자명단:
없음

#### 생존자명단:
없음

## 704함이 참전한 기타 작전[9]

### YMS-516정과 원산전진기지 개척 작전
1950년 10월 18일 침몰한 516정 정장이었던 해사1기생 전철웅 소령이 그 당시 상황을 다음과 같이 증언했다.
“YMS-516정은 PC-704함과 YMS-510정과 함께 원산전진기지 설치와 미 10군단의 원산상륙을 앞두고 원산으로 들어가는 해로를 개척
하라는 해군본부의 명령을 받았다.이를 위해 장전항을 출발하기 전, 육로로 원산에 가서 원산 해역 기뢰부설에 참여했던 사람을 찾아내어
안전항해의 코스를 알아낸 뒤 해안 가까운 항로를 따라 한국함정최초로 516정이 무사히 원산항에 도착했다.나는 원산항으로 출항할
때 해군에 들어와서 처음으로 죽을 결심을 하였다. 항로의 왼쪽은 해안이고 오른쪽은 기뢰원이었는데 그 중간이 안전코스였다.우리
배는 10월 18일 704함으로부터 미 기동함대의 지시로 미군과 함께 대규모 기뢰제거작업을 하려 하니 나오라고 하는 통신을 받았다.
510정과 함께 원산항을 출발해 갈마반도를 돌아 약 4마일쯤 남쪽 해상에 왔을 때 기뢰접촉으로 “꽝”하는 폭음이 나면서 물기둥이 솟
아올랐다. 브리지 위에는 부장 그리고 승조원 7～8명이 있었는데 모두 전사하고 나만 무사했다.선체는 두 동강 되어 침몰되기 시작했
으며,나는 즉시 퇴함을 명령하고 생존 승조원들과 함께 바다로 뛰어들었다.구명대를 사용할 시간적인 여유도 없었다···.”
당시 704함 함장이던 현시학 소령은 516정 침몰상황에 대해 1965년 7월 15일 다음과 같이 증언했다.
“704함은 고저(庫底)에서 수로를 잘 알면서 군함에 부식 조달하는 민간인 1명을 태워 연안에 쭉 붙어서 원산항에 무사히 들어갔다. 우 리는 원산에서 전진기지 설치에 조금 관여하다 남상휘에게 인계하고,95선견부대장 스미스 제독이 해상에 소해가 다 되었으니 다음 작전에 투입하기 위해 원산항에서 나오라기에 나갔다. 516정,510정 그리고 발동선 등과 함께 단종진으로 저속으로 나갔는데, 516정이 나가기를 꺼려해 재촉해서 나갔다. 갈마반도를 돌아서 내려가다 516정이 기뢰에 터졌다.이때 미국배의 단정 8여척이 516정 승조원들을 건져올렸다. 나는 미국배 기함에 가서 스미스 제독에게 소해가 다되었다고 했는데 이런 사고가 왜 일어났느냐, 우리 배에도 소해장치를 해달라 이렇게 항의하고 강하게 요청했다. 그리고 손 제독에게도 소해장치의 필요성을 전보로 쳤다. 이를 계기로 그 후에 우리 소해 정들이 사세보에 가서 소해장치를 하고 오게 되었다.”

## 관련 영상
- 2020년 12월 7일 - 전쟁기념관, 12월 호국의 인물 ‘해군PC-704함 ’현양행사
- 2020년 6월 3일 - https://www.youtube.com/watch?v=3UOuRGQkxpo 대한민국 해군의 특별한 전투함_백두산함과 세종대왕함]
- 2010년 6월 22일 - 국방부 천안함 피격사건 홍보 동영상
- 1970년 2월 7일 - http://www.ehistory.go.kr/page/pop/movie_pop.jsp?srcgbn=KV&mediaid=655&mediadtl=5774&gbn=DH&quality=M 전후방이 한데 뭉쳐]
- 2015년 3월 26일 - https://www.youtube.com/watch?v=JQTi0UMpXb0 천안함·연평도 서해도발 5년 KFN스페셜] 잊지 말아야 할 기억, 그날 (Full Episode)

## 관련 기사
- 최승희. 12월의 호국인물 해군 지리산함(PC-704함) 57용사[깨진 링크(과거 내용 찾기)]. 국방일보. 2020년 11월 30일.
- 정진아. 국가보훈처, 지리산함(PC-704함) 57용사 ‘20년 8월의 6·25 전쟁영웅' 선정. LIBERTY KOREA POST. 2020년 7월 31일.
- 윤병노. PC급 전투함(下) 보관됨 2020-01-20 - 웨이백 머신. 국방일보. 2018년 6월 21일
- 정빛나. 6·25 야간경비 중 전원 전사한 지리산함 57용사, 12월 호국인물. 연합뉴스. 2020년 11월30일.
- [군사대로6·25전쟁 맹활약 '지리산함' 침몰시킨 건 적함 아닌 기뢰]. 뉴시스. 2020년 8월 8일.

## 같이 보기
- PC-701 백두산
- PCC-772 천안
- YMS-516정
- 대한민국 해군 56함 침몰 사건
- 동해경비작전
- 연평도 포격
- 기뢰
- 피로파괴(fatigue fracture)
- 다대포 무장간첩 침투 사건
- 케르키라 해협 사건(Corfu Channel Incident)
- 연평해전
- 제2연평해전